# Kenedy (fotbalista)
Robert Kenedy Nunes do Nascimento (* 2. února 1996 Santa Rita do Sapucaí), známý jako Kenedy, je brazilský profesionální fotbalista, který hraje na pozici krajního záložníka za anglický klub Chelsea FC.

## Klubová kariéra

### Fluminense
V brazilské Sérii A debutoval 28. července 2013 proti Gremiu (prohra 0:2). První gól v profesionálním fotbale vstřelil 24. května 2014 proti Bahie (výhra 1:0). Celkem v lize odehrál 30 zápasů, vstřelil 2 góly a na 5 přihrál.

### Chelsea
22. srpna 2015 Chelsea potvrdila přestup Kenedyho. Do londýnského týmu přestoupil za 6,3 milionů liber. Debutoval 29. srpna v zápase s Crystal Palace, když v 68. minutě vystřídal Azpilicuetu (prohra 1:2). Poprvé skóroval ve čtvrtém kole Ligového poháru proti Walsallu (odehrál 70 minut, výhra 4:1, postup do dalšího kola). V Premier League se poprvé trefil 1. března 2016 proti Norwich City, když ve 39. sekundě navyšoval na 1:0 pro Chelsea, která zápas nakonec vyhrála 2:1 (Kenedy odehrál 69 minut).

#### Watford (hostování)
Na konci srpna 2016 odešel na roční hostování do prvoligového Watfordu.

## Reprezentační kariéra
Kenedy reprezentoval Brazílii ve výběru do 17 a 20 let. Momentálně nastupuje za brazilskou fotbalovou reprezentaci do 23 let.